# Anna Koster
Anna Koster (10 oktober 1944) is een Amsterdamse dichteres en beeldend kunstenares.
Haar vader was dominee, onder andere in Sint Annaparochie. De tv-journalist Koos Koster was een broer van haar. Anna Koster trad regelmatig op bij Salto 1 in het radioprogramma "Hoe bedoel U" van Julius Vischjager.